# Kent International Airport
Kent International Airport was een luchthaven die gelegen is in Manston, nabij Ramsgate in het Britse graafschap Kent, op ongeveer anderhalve kilometer van de kustlijn. Ze had één landingsbaan van 2,7 km lengte. Het was een commerciële luchthaven, eigendom van en uitgebaat door Infratil Ltd.
Het is een voormalige militaire basis, opgericht in de Eerste Wereldoorlog. Tijdens de Tweede Wereldoorlog werd ze gebruikt door Hawker Typhoons en Gloster Meteors, en ze werd zwaar gebombardeerd in de Battle of Britain. Omdat het vliegveld vlak bij de kustlijn lag, werd het gebruikt als noodlandingsplaats door vliegtuigen die zwaar beschadigd terugkeerden van hun missies. Daartoe werd er een extra lange en brede landingsbaan aangelegd.
Tijdens de Koude Oorlog van de jaren 1950 was het een basis van de Strategic Air Command van de United States Air Force. Die verliet Manston in 1960 en het vliegveld werd van dan af zowel voor militaire (RAF) als voor burgerluchtvaart gebruikt.
In 1989 werd een nieuwe terminal geopend en werd Manston Kent International Airport; aanvankelijk was dit een burgerlijke enclave binnen de RAF-basis Manston. De RAF kondigde in 1998 aan dat ze zich van Manston wilde terugtrekken, en het terrein werd gekocht door de Wiggins Group, de toenmalige eigenaar van Kent International Airport. De uitbater ging failliet in juli 2005 en de activiteiten vielen tijdelijk stil tot de luchthaven werd overgenomen door Infratil Ltd. in augustus 2005.Op 6 mei 2014 raakte bekend dat de luchthaven dicht ging op 15 mei 2014. 150 mensen verloren hierbij hun baan.

## Luchtverkeer
Naast lijnvluchten wordt de luchthaven gebruikt voor chartervluchten, vrachtvluchten en door de plaatselijke vliegclub Thanet Flying Club.

## Brexit
Het vliegveld is na sluiting door de Britse overheid aangekocht om gebruikt te worden als noodparking voor het geval er als gevolg van de Brexit in Dover grote verkeerschaos zou ontstaan. Deze mogelijkheid is voor het eerst gebruikt toen Frankrijk op 20 december 2020 de grenzen sloot als gevolg van een uitbraak van een variant van het Covid-19 virus in Engeland.